# Auguste Mestral
Pour les articles homonymes, voir Mestral.
Thérèse Jean Baptiste Augustin Mestral, dit. O. Mestral, né et décédé à Rans dans le Jura (20 mars 1812 - 1er mars 1884) est un photographe français, actif de 1848 à 1856.

## Biographie
Membre de la Société héliographique (1851) et de la Société française de photographie (1854), ce photographe reconnu principalement pour ses portraits, n’a laissé à la postérité que peu d’informations.

### La mission héliographique

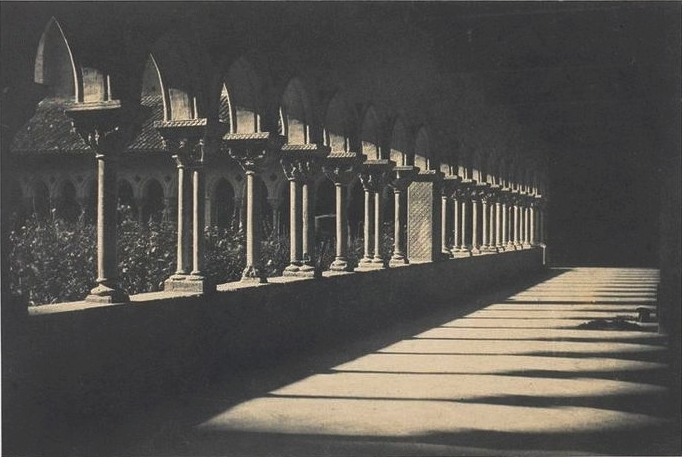
Le Gray et Mestral, Cloître de Moissac, 1851,, Musée d'Orsay (photo de la Mission héliographique).

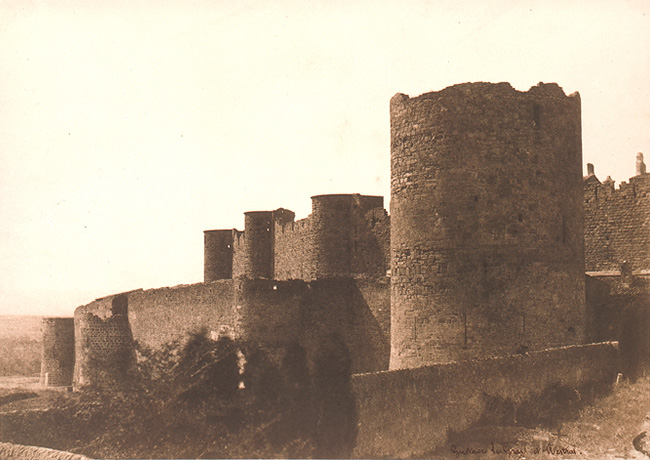
Le Gray et Mestral, Les remparts de Carcassonne, 1851, Metropolitan Museum of Art, New York (photo de la Mission héliographique).

Il aborde la photographie comme l'ami et l'assistant de Gustave Le Gray pour une série de portrait au daguerréotype en mai-juin 1848. En 1851, il est sélectionné par la commission des Monuments historiques pour accomplir la Mission héliographique en compagnie d’Edouard Baldus, d’Henri Le Secq, d’Hippolyte Bayard et de Gustave Le Gray dont il est l’élève.
Initialement, Mestral devait couvrir le sud-ouest de la France, de Bordeaux à Perpignan et Le Gray, la vallée de la Loire jusqu’à Bordeaux. Toutefois, tous les deux décident de voyager ensemble, travaillant selon le cas chacun de leur côté ou ensemble. Ils accomplissent ainsi un grand périple, qui les conduit des châteaux de la Loire à Issoire en passant par Poitiers, Périgueux, Angoulême, Bordeaux, Moissac, Toulouse, Carcassonne et les Pyrénées-Orientales.

### Le voyage en Normandie et Bretagne
L’année suivante (1852), Mestral se déplace seul en Normandie et en Bretagne pour photographier paysages et monuments. Il présente les images de ce voyage à l’exposition de la Société française de photographie en 1855.

### La fin de sa vie
La trace de Mestral se perd ensuite. Il pourrait être l’auteur d’une série dans les années 1850 représentant des sculptures de Victor Geoffroy-Dechaume photographiées à terre dans les chantiers de la Sainte-Chapelle et de Notre-Dame de Paris avant leur mise en place définitive.

## Œuvres
Ses photographies (négatifs et épreuves) réalisées en 1851 avec Le Gray sont conservées à la Médiathèque de l'architecture et du patrimoine.